# سفر محمود احمدی‌نژاد به رم (۱۳۸۷)
محمود احمدی‌نژاد، رئیس‌جمهور اسلامی ایران صبح روز سه‌شنبه ۳ ژوئن ۲۰۰۸ میلادی (۱۴ خرداد ۱۳۸۷) برای شرکت در کنفرانسی دربارهٔ بحران جهانی غذا همراه با هیئتی متشکل از وزرای خارجه و کشاورزی و هاشمی ثمره معاون حود، عازم شهر رم در ایتالیا شد. این دعوت توسط سازمان خواربار و کشاورزی (FAO) وابسته به سازمان ملل متحد انجام گرفته‌است.
این اولین سفر محمود احمدی‌نژاد به یک کشور اروپائی بود. گفتنی است که در بدو ورود محمود احمدی‌نژاد به ایتالیا، از وی به عنوان رئیس‌جمهور ایران، استقبال رسمی صورت نگرفت و با اعتراضاتی از طرف یهودیان و فعالان سیاسی در ایتالیا روبرو شد.

## واکنش‌ها

### واکنش دولت ایتالیا
وزیر خارجه ایتالیا، فرانکو فراتینی و همچنین پیرو فاسینو، همتای وزیر امور خارجه ایتالیا در دولت سایه، اعلام کردند که با محمود احمدی‌نژاد دیداری نخواهند داشت.
وزارت خارجه ایتالیا با ذکر «محدودیت زمانی نخست وزیر ایتالیا» گفت که سیلویو برلوسکونی، دیداری با رئیس‌جمهور ایران نخواهد داشت.
سیلویو برلوسکونی نخست وزیر ایتالیا و بان کی مون دبیر کل سازمان ملل متحد که میزبان این کنفرانس در رم هستند، محمود احمدی‌نژاد رئیس‌جمهور اسلامی ایران و رابرت موگابه رئیس‌جمهور زیمبابوه را در مراسم تشریفاتی شام برای رهبران حاضر در کنفرانس، دعوت نکردند.
جان فرانکو فینی، رئیس مجلس ایتالیا در اعتراض به اظهارات محمود احمدی‌نژاد در باب نابودی کشور اسرائیل که پس از ورود وی به ایتالیا ایراد شد، ملاقات خود با ابوالفضل زهره‌وند، سفیر جمهوری اسلامی ایران در رم را که قرار بود در روز ۹ ژوئن برگزار شود را لغو کرد. همچنین ایگناچو لا روسا، وزیردفاع ایتالیا در واکنش به سخنان یهودستیزانه احمدی‌نژاد، اظهارات وی را «خلاف تاریخ و عقل سلیم» توصیف کرد.

### واکنش واتیکان
محمود احمدی‌نژاد خواهان دیدار با پاپ بندیکت شانزدهم در واتیکان شد. اما واتیکان با بهم زدن قرار ملاقات پاپ با رهبر هفت کشور جهان برای توجیه عدم ملاقات با محمود احمدی‌نژاد اعلام کرد که پاپ به‌طور شخصی با رهبران کشورها دیدار نخواهد کرد.

### واکنش رسانه‌های ایتالیایی
روزنامه‌های کشوری ایتالیا از جمله کوریره دلا سرا، لا رپابلیکا، ایل رفورمیستا، لا استامپا، لونیتا، ایل فولیو، ایل ماساجرو و ایل جورناله در مقالاتی متعدد، به انتقادات شدید از سفر محمود احمدی‌نژاد پرداختند و فضای منفی بی‌سابقه‌ای را علیه وی ایجاد کردند.
روزنامه‌هایی نظیر لا استامپا و لونیتا خواهان برخورد قضایی با محمود احمدی‌نژاد برای تهدید یک کشور عضو سازمان ملل (اسرائیل) به نابودی از روی نقشه جهان شدند.
«درهای بسته برای احمدی‌نژاد» تیتر اول روز دوشنبه ۲ ژوئن، پرتیراژترین روزنامه ایتالیا کوریره دلاسرا است.
لا رپوبلیکا دیگر روزنامه پرتیراژ ایتالیا عنوان «همه از احمدی‌نژاد می‌گریزند» را برای سرمقاله‌اش انتخاب کرد.
روزنامه ایل رفورمیستا نیز روز دوشنبه ۲ ژوئن با انتشار فراخوانی خواهان ملاقات نکردن تمامی مقامات دولتی و سیاسی ایتالیا با محموداحمدی‌نژاد شد.

### تظاهرات
همزمان با حضور محمود احمدی‌نژاد در رم، چندین تظاهرات در این شهر علیه او بر پا شد.
در میدان اسپانیا، شماری از ایرانیان مخالف نظام جمهوری اسلامی ایران علیه محمود احمدی‌نژاد شعار سر دادند. همچنین تعدادی از جوانان یهودی ساکن رم از بنای تاریخی کولیسیوم بالا رفتند و پرچم اسرائیل را برافراشتند.

## ارائه برنامه به فائو
احمدی‌نژاد با وجود آنکه دولتش با برکناری داوود دانش جعفری، وزیر اقتصاد وقت، تورم شدید و کاهش روزافزون رشد اقتصادی ایران مواجه است گفت که وی برای حل مشکل افزایش قیمت در سطح جهان (که منجر به اعتراضاتی در کشورهای فقیر شده بود) برنامه دارد. وی گفت: «ایران به عنوان کشوری تأثیرگذار به لحاظ اقتصادی و کشاورزی، راهکارها، پیشنهادها و برنامه‌های روشنی برای تولید و توزیع عادلانه و مناسب مواد غذایی در جهان دارد و می‌تواند در مدیریت شرایط امروز در جهان نقش تعیین کننده‌ای ایفا کند».
وی در سخنرانی خود در اجلاس طرح‌هایش برای بهبود وضعیت جهانی غذا را به شرح ذیل اعلام کرد که یکی از آنان مربوط به انحلال سازمانی بود که در اجلاس آن شرکت کرده بود (فائو) و مقابله با بحران غذا خارج از سیستم سازمان ملل:
- تشکیل یک نهاد مستقل و قدرتمند برای تنظیم عادلانه بازار مواد غذایی
- اختصاص سهمی از هزینه‌های نظامی کشورها به‌منظور بهبود تولید مواد غذایی و یارانه غذا برای فقیران
- مسئولیت‌پذیری کشورها در قبال تحولات جهانی و مشارکت در تنظیم مناسبات غذا
- بازتعریف نظام تعرف و یارانه در مواد غذایی در جهت تولید و توزیع عادلانه
- پیوستن قدرت‌های بزرگ به کنوانسیون‌های حفظ محیط زیست برای سالم نگه‌داشتن زمین‌های کشاورزی
- ممنوعیت سوداگری و تقلب در موضوع انرژی[۱۷]

در همین حال برخی از منتقدین از وی خواستند که بجای ارائه راهکار به جهانیان به فکر حل مشکلات داخلی خود باشد.

## دیدارها
در میان رهبران ۳۸ کشور حضور یافته در اجلاس، محمود احمدی‌نژاد تنها دیدارهایی را با عبدالله واد، رئیس‌جمهور سنگال و همچنین یاسوئو فوکودا نخست وزیر ژاپن داشت.
محمود احمدی‌نژاد همچنین با جمعی از تجار و بازرگانان ایرانی و ایتالیایی دیدار کرد.
احمدی‌نژاد در ۱۴ خرداد ۱۳۸۷ با ژاک دیوف مدیر کل خواربار و کشاورزی ملل متحد (فائو) دیدار کرد. دیوف با اشاره به اهداف فائو برای کمک به رفع فقر در جهان خواستار فعالیت‌های بیشتر ایران در این سازمان شد و تصریح کرد که ایران در تولید بیشتر مواد غذایی و محصولات کشاورزی، الگویی برای دیگر کشورها می‌باشد.

## اظهارات احمدی‌نژاد
وی در بدو ورود به رم در یک مصاحبه گفت :  و گفت: «روند نابودی اسرائیل آغاز شده و اسرائیل چه با دخالت ایران و چه بدون دخالت ایران، قطعاً از صفحه روزگار محو خواهد شد».
احمدی‌نژاد در فرودگاه بین‌المللی کامپینو به خبرنگاران گفت: «مردم اروپا بیش از همه از صهیونیسم آسیب دیده‌اند و اکنون هم هزینه‌های سیاسی و اقتصادی این رژیم دروغین اسرائیل به دوش مردم اروپا افتاده است».
پس از پخش این سخنان، ایگناسیو لا روسا، وزیردفاع ایتالیا اظهارات محمود احمدی‌نژاد را «خلاف تاریخ و عقل سلیم» توصیف کرد.
احمدی‌نژاد در سخنرانی خود که در کنفرانس بحران جهانی غذا ایراد می‌شد، اعلام کرد که «نیروهای شیطانی قیمت غذا و نفت را کنترل می‌کنند».
وی همچنین ضمن گرامیداشت یاد روح‌الله خمینی رهبر سابق جمهوری اسلامی گفت که بدون غذا نمی‌توان زندگی کرد.